# 自昌寺
自昌寺（じしょうじ）は、埼玉県鴻巣市にある曹洞宗の寺院。

## 歴史
1537年（天文6年）、慶寿院永屋自昌大禅定尼の開基である。ただし実際の創建者は忍城の城主成田長泰である。慶寿院永屋自昌大禅定尼は長泰の愛妾であり、長泰は自分が愛した妾の菩提を弔うために寺を創建した。寺号は「慶寿院永屋自昌大禅定尼」の「自昌」に由来する。
また、かつては「薬師堂」があった。山号が「医王山」であることからも分かるように、かなり古くから存在していた。薬師堂は大正末期に取り壊され、中の薬師如来像は本堂に安置されている。

## 交通アクセス
- 吹上駅より徒歩18分。